# Reyhan Karaca

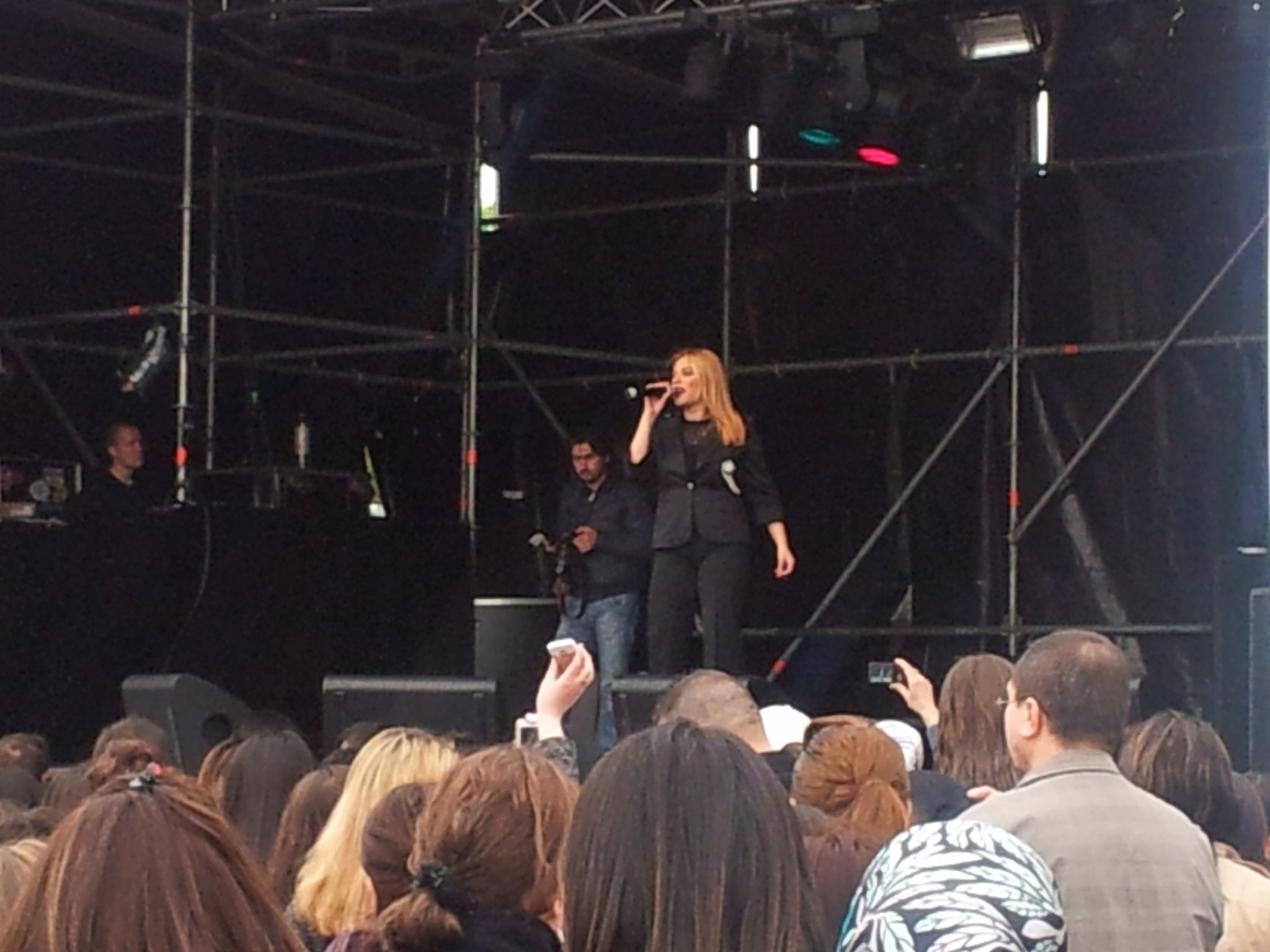
Reyhan Karaca in Brüssel (2012)

Reyhan Karaca (* 8. November 1970 in Istanbul) ist eine türkische Popsängerin.

## Karriere
In den Jahren 1988, 1990 sowie 1991 nahm sie jeweils an den türkischen Vorentscheidungen zum Eurovision Song Contest teil. Sie gewann zusammen mit İzel Çeliköz und Can Uğurluer die türkische Vorauswahl und durfte daher beim Concorso Eurovisione della Canzone 1991 in Rom teilnehmen. Mit dem Popsong İki dakika erreichte das Trio den zwölften Platz.
1993 erschien Karacas Debütalbum im Stil der türkischen Popmusik.
Der im Jahr 1997 veröffentlichte Song Sevdik Sevdalandık wurde der bekannteste Hit von Karaca.

## Diskografie

### Alben
- 1993: Başlangıç
- 1997: Sevdik Sevdalandık
- 2000: Yaman Olacak
- 2003: Mesela
- 2007: İmza

### EPs
- 2012: Yaz

### Singles
| - 1988: Camdan Bir Ev (von Grup Efekt – Hintergrundstimme) - 1990: Bilinmeyen Bir Yerlerde (von Piramit – Hintergrundstimme) - 1991: İki Dakika (mit İzel Çeliköz & Can Uğurluer – ESC Beitrag der Türkei) - 1993: Gelecek Yaz - 1994: Avantaj Bende - 1997: Sevdik Sevdalandık (Hintergrundstimme: Mustafa Sandal) - 1997: Gölge Çiçeği - 1998: Gücüm Ona Yetmiyor - 2000: Yaman Olacak - 2000: Sensizim - 2000: Gidesim Gelmiyor - 2003: Ayaz Gözlüm - 2007: Aman Diyorum - 2007: İki Gözüm - 2008: Söndür Beni - 2009: Sevmeyi Bilmeyen Adam - 2010: Yeniden | - 2012: Sevmek En Büyük Devlet - 2012: Yüz Yıldır Yalnızım - 2014: Hep Mi Dertliyiz (mit Extra Orchestra) - 2015: Sobe - 2015: Şans - 2016: Kelebek - 2016: Oğlan Oğlan - 2018: Roma - 2018: Umarsız - 2019: Laga Luga - 2020: Aşk Tutulması - 2020: Bi Zahmet - 2021: Aldatıldık - 2021: Tam 12'Den - 2023: Bi'şey Olmaz - 2024: Sen Yaktın |

### Gastauftritte
- 1998: Top (von Mustafa Sandal – Hintergrundstimme)
- 1998: Teyze (von Mustafa Sandal – Hintergrundstimme)
- 1998: Detay (von Mustafa Sandal – Hintergrundstimme)
- 2015: Hayat İki Bilet (von Deniz Seki – im Musikvideo)
- 2020: Sev Kardeşim – Can Hatipoğlu Remix (von Şenay – im Musikvideo)

## Auszeichnungen
- 1998: Kral Türkiye Müzik Award in der Kategorie Beste Newcomerin